# Йосиф Альвінці
Йосиф Альвінці, барон фон Бербек (нім. Joseph Alvinczy, Freiherr von Berberek; 1735–1810) — фельдмаршал армії Австрійської імперії.

## Біографія

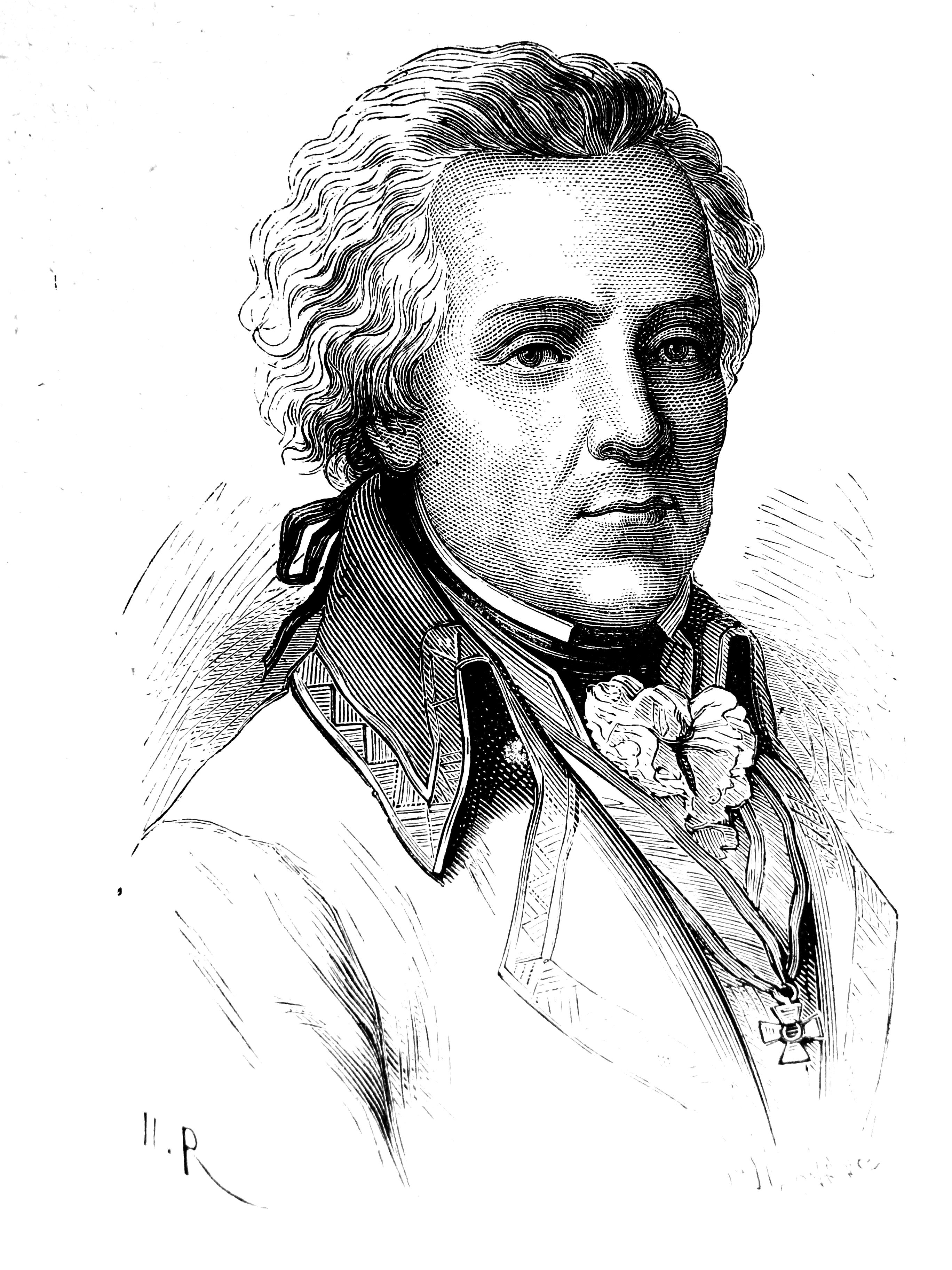
Йосиф Альвінці. Столітній скрапбук.

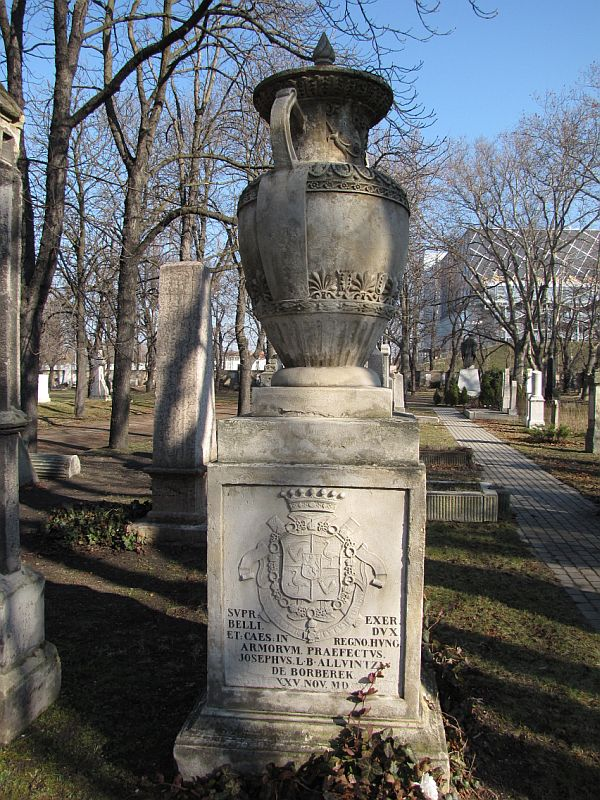
Могила барона Йосифа Альвінці в Будапешті. Керепеський цвинтар: 17/1-1-40.

Родовід Йосифа ведеться від східноєвропейського лицарського ордена роду Альвінці, який отримав землі і побудував родовий маєток у вигляді замку Альвінці. У різний час замок і землі належали кардиналу та губернатору Трансильванії Дьорду Мартінуцці.
Йосиф Альвінці етнічний мадяр, народився в Трансильванії в містечку під назвою Альвінці (тепер Вінцу–де–Жос), і провів своє дитинство в домогосподарстві графа Франца Гілая до приходу в полк у 1750 році, коли йому було 14 років. Брав участь в Семирічній війні відзначився у битвах при Торгау (1760), Свідниці (1761), Теплиці (1762). У 1773 році отримав чин полковника 19-го піхотного полку. Під час війни за баварську спадщину зі своїми людьми здійснив подвиг, зайняв міста Бохмертор, Хабельшверд і Хессен-Філіпсталь, але був узятий у полон, після повернення отримав чин генерал–майора та лицарський хрест Військового ордена Марії Терезії. Навчав військової науки спадкоємця австрійського престолу — майбутнього імператора Франца II. З 1786 командир полку. Під час Австро–турецької війни (1787—1791) бився під керівництвом фельдмаршала Лаудона. В 1789 році брав участь у взятті Белграда, але без успіху. В тому ж році отримав звання фельдмаршал–лейтенанта.
У 1790 р. переведений в Австрійські Нідерланди для придушення повстання в Сполучених Штатах Бельгії.
У 1792–1794 роках, під час війни з Французькою республікою, командував корпусом в Австрійських Нідерландах. Брав участь у битвах при Неєрвіндена, Ондскоті, Флерюсі та ряді інших як командир дивізії під керівництвом Карла Тешенського. Командував допоміжною армією, яка підтримувала англійців.
24 травня 1794 року став фельдцейхмейстром.
У 1795 році очолив Верхньо–Рейнську армію, але незабаром був відкликаний до Відня і призначений членом Гофкрігсрат (Придворної військової ради). Однак поразки австрійських військ в Італії змусили імператора знову перевезти Альвінці до діючої армії. У 1796 році із залишків розбитої армії фельдцейхмейстера Больйо і ландштурма сформував у Тіролі нову армію і 8 вересня того ж року офіційно прийняв над нею командування. Метою цієї армії стала деблокада Мантуї, де французькі війська оточили армію фельдмаршала графа Вурмзера.
Мав вдалі бої з Наполеоном Бонапартом у Бассано 6 листопада 1796 року та Кальдієро 12 листопада 1796 року. У загальному рахунку Наполеон та його армія виграла в запеклій боротьбі 15–17 листопада 1796 у битві при Арколі. Хоробро бився в бою під Віченцою 22 листопада 1796 року.
Після важкої поразки при Ріволі 14–15 листопада 1796 і капітуляції Вурмзера був замінений ерцгерцогом Карлом Тешенським. Однак не втратив довіру імператора і незабаром зайняв посаду головнокомандувача в Угорщині, яку займав до самої смерті. У 1808 отримав чин фельдмаршала. Разом із титулом отримав маєток у Банаті. Похований у Будапешті.

## Нагороди
- Великий хрест Військового ордена Марії Терезії (07.07.1794);
- Командорський хрест Військового ордена Марії Терезії (28.05.1793).[1]